# Supplementair orgaan
Een supplementair orgaan is een uitscheidings- en aanhechtingsorgaan, dat bij bepaalde rondwormen kan voorkomen, zowel bij mannelijke als vrouwelijke exemplaren. Ze hebben bij de paring een functie. Het orgaan wordt door de cuticula gevormd.

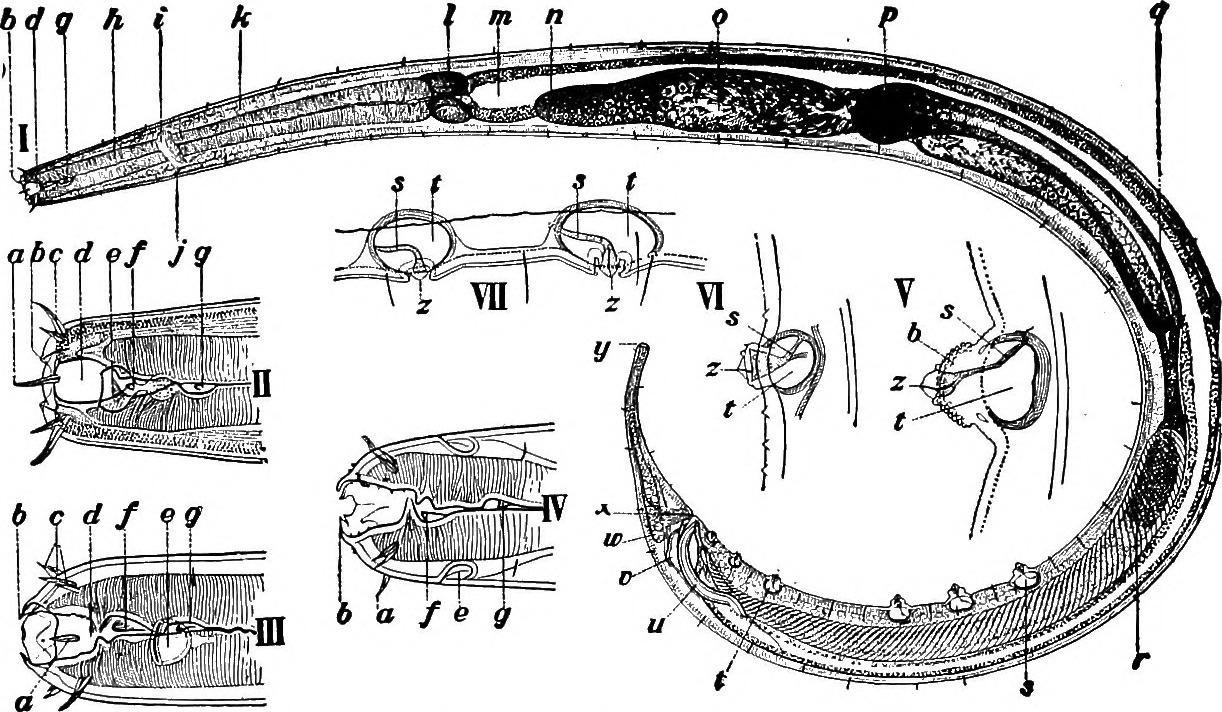
Tobrilus longus. I, mannetje; II, kop, zijaanzicht; III, kop, zijaanzicht; IV, kop, buikaanzicht; V, achterste supplementair orgaan; VI, achterste supplementair orgaan; VII, twee supplementaire organen van een buitengewoon vrouwtje. a, seta aan zijkant; b, papillen; c, seta iets naast het midden; d, farynx; e, orgaan aan zijkant; f, tand; g, tand; h, slokdarm (oesofagus); i, zenuwring; j, uitscheidingsopening; k, lichaamsspieren; l, klieren; m, spijsverteringskanaal (darm); n, dichteind voorste testikel; 0, testikel; p, verbindingsplaats testikels; 5, dichteind achterste testikel; r, zaadleider: s, zenuw van supplementair orgaan; t, holte van supplementair orgaan; u, linker spiculum; v, gubernaculum; w, de drie staartklieren; x, anus; y, staartpunt; z, top van supplementair orgaan. (Naar Cobb.)